# Hélas pour moi
Hélas pour moi és una pel·lícula dirigida per Jean-Luc Godard el 1993.

## Argument
Aquesta pel·lícula s'inspira en la llegenda d'Alcmena i d'Amfitrió, teatralitzada per Plaute, Molière, Kleist i Giraudoux, i s'entesta a ensenyar el desig d'un déu de provar en el se cos la veritat del desig humà, sofriment i plaer confosos. És a dir per on comença l'amor allà on passa, i com finalment neix la creació.

## Repartiment
- Gérard Depardieu: Simon Donnadieu
- Laurence Masliah: Rachel Donnadieu
- Jean-Louis Loca: Max Mercure
- Bernard Verley: Abraham Klimt
- Roland Blanche: el professor de disseny / bibliotecari
- Benjamin Kraatz: Benjamin